# American Prometheus
American Prometheus: The Triumph and Tragedy of J. Robert Oppenheimer (česky Oppenheimer: americký Prométheus) je rozsáhlá knižní biografie z roku 2005 o teoretickém fyzikovi Robertu Oppenheimerovi, který vedl projekt Manhattan, v jehož rámci byly vyvinuty první atomové bomby. Knihu psali historik Martin J. Sherwin a spisovatel Kai Bird více než 25 let a získala řadu literárních ocenění včetně Pulitzerovy ceny z roku 2006. Kniha se také stala inspirací pro režiséra Christophera Nolana a jeho životopisné filmové drama Oppenheimer z roku 2023, které natočil ve velkorozměrovém formátu IMAX.

## Stručný obsah
J. Robert Oppenheimer, často označovaný za „otce atomové bomby“, byl teoretický fyzik a ředitel laboratoře v Los Alamos v rámci projektu Manhattan, která navrhla a sestrojila první jaderné zbraně na světě. Atomová bomba je považována za zásadní zlom v historii a významný průsečík ve vývoji vědy, válečných zbraní a politických rozhodnutí. Tím se Robert Oppenheimer stává nejen důležitou historickou postavou, ale také symbolem etiky vědy, využití atomových bomb a politického diskurzu o jaderné energii. Kniha se zabývá různými složkami Oppenheimerova života v rámci projektu Manhattan i mimo něj. V knize jsou rovněž rozebrány jeho raný život, ambice, myšlenky, vztahy s ostatními fyziky, vyšetřování v rámci Security Council of the Atomic Energy Commission a mnohé další souvislosti a dopady.

## Vydání knihy
Kniha poprvé vyšla v roce 2005 v nakladatelství Alfred A. Knopf – BIRD, Kai; SHERWIN, Martin J. American Prometheus: the triumph and tragedy of J. Robert Oppenheimer. 1. vyd. New York: Alfred A. Knopf, 2005. xiii + 719 s. Dostupné online. ISBN 978-0-375-41202-8. V českých knihovnách jsou k dispozici ještě nejméně dvě vydání knihy: New York: Vintage Books, 2006 (ISBN 978-0-375-72626-2) a London: Atlantic Books, 2009 (ISBN 978-1-84354-705-1). Kromě toho mezitím kniha vyšla také v českém překladu.

## České vydání knihy
Česky kniha poprvé vyšla na podzim roku 2023 v překladu Marcely Nejedlé pod mírně upraveným názvem Oppenheimer: americký Prométheus – BIRD, Kai; SHERWIN, Martin J. Oppenheimer: americký Prométheus. Překlad Marcela Nejedlá. 1. vyd. Praha: Euromedia Group 597+ 32 s. (Universum). ISBN 978-80-242-9439-1. Také české vydání má mezi čtenáři velmi pozitivní hodnocení, i když čtenáři např. na webu Databáze knih kritizují četné překlepy a chyby v sazbě.

## Vznik knihy
Historik Martin J. Sherwin, který již dříve napsal knihu A World Destroyed: Hiroshima and Its Legacies (Zničený svět: Hirošima a její odkaz, 1975), začal na Oppenheimerově biografii pracovat v roce 1979 a 13. března 1980 podepsal první smlouvu s nakladatelstvím Alfred A. Knopf (kde mnohem později kniha také skutečně vyšla) za 70 000 dolarů.
Mezi roky 1979 a 1985 vedl rozhovory se 112 osobami z Oppenheimerova okolí, včetně jeho přítele Haakona Chevaliera a jeho syna Petera, který formální rozhovor odmítl. Sherwin shromáždil „asi 50 000 stran rozhovorů, přepisů, dopisů, deníků, odtajněných dokumentů a spisů FBI, uložených ve zdánlivě nekonečných krabicích v jeho sklepě, na půdě a v kanceláři“. Po uplynutí termínu a po odchodu svého editora do důchodu Sherwin knihu stále nedokončil. Thomas Powers píše, že historici zabývající se tímto tématem naznačovali, že „Sherwin je poslední obětí Oppenheimerova prokletí“. Kniha se stala v Sherwinově rodině vtipem a on prohlásil, „že si knihu vezme do hrobu“.
V roce 1999 Martin J. Sherwin vyzval svého přítele, spisovatele a editora Kaie Birda, který již napsal dvě politické biografie, aby se k němu připojil a sestavil knihu do ucelené a čtivé podoby. Kai Bird nejprve odmítl, ale nakonec s prací na knize souhlasil a oba autoři podepsali novou smlouvu s nakladatelstvím Knopf za dalších 290 000 dolarů. Kai Bird napsal návrhy, které pak Sherwin zkontroloval a přepsal.
Pracovní název knihy byl „Oppie“, ale ten byl vetován jejich vydavatelem. Nový název navrhla Birdova manželka Susan Goldmarková: „Prométheus... oheň... bomba je ten oheň. A mohl bys tam dát americký“. Sherwin uvedl, že stejný název nezávisle navrhl i jeho přítel Ronald Steel. První přirovnání k Prométheovi vyšlo již v Scientific Monthly v září 1945 a pocházelo od fyziků, kteří se zasloužili o vznik bomby. „Moderní Prométheové znovu vtrhli na horu Olymp a přinesli člověku zpět samotné Diovy blesky“. Někteří recenzenti také spojovali název knihy s Frankensteinem.

## Recenze a ohlasy
Kniha byla kritikou chválena. The Boston Globe napsal, že kniha „stojí jako Everest mezi horami knih o projektu bomby a Oppenheimerovi a je úspěchem, který pravděpodobně nebude překonán ani vyrovnán“. Janet Maslinová ve své recenzi v The New York Times napsala, že „Americký Prométheus porovnává nejkritičtější rozhodnutí Opennheimera s jeho raným vzděláním i s jeho konečným rozuzlením. Knize se daří hluboce proniknout do jeho nejškodlivějšího, sebepoškozujícího chování“. Poznamenala, že jde o „důkladné zkoumání a syntézu, někdy až ohromující ve svých detailech“. Jiný recenzent uvedl, že „není zde žádná matematika a jen velmi málo fyziky. O konstrukci zkušební bomby, která byla testována 16. července 1945 v poušti Nového Mexika se toho píše jen málo“.
Thomas Powers ve své recenzi několika Oppenheimerových biografií pro The New York Review poznamenal, že Sherwin měl při psaní Oppenheimerovy biografie v roce 1979 tu výhodu, že mnozí Oppenheimerovi přátelé a kolegové byli v té době ještě naživu. Powers knihu popsal jako „jasnou ve svém záměru, hluboce procítěnou, přesvědčivě vyargumentovanou, disciplinovanou ve formě a napsanou s trvalou literární silou“ a všímá si složité Oppenheimerovy povahy.
Dále uvedl: Na těchto stránkách však dominuje Oppenheimer jako člověk, nikoli obecné představy o jaderném věku. Oppenheimer se ukazuje v celé své složitosti – jako chytrý teoretik, ale také jako ten, který rychle soucítil s těmi, kteří se nacházeli na spodku společenského žebříčku; jako někdejší revolucionář, který po válce dráždil své bývalé studenty, jako byl Philip Morrison, svými řečmi o Deanu Achesonovi a Georgi Marshallovi; oddaný obhájce své manželky alkoholičky Kitty, ale slepý k jejímu ego-drtícímu zacházení s jejich synem Peterem; celoživotní přítel studentů jako Serber a zrádce studentů jako Rossi Lomanitz, Joseph Weinberg a Bernard Peters, které jednoduše předhodil vlkům lovícím rudé.
Frank A. Settle knihu označil za „založenou na pečlivém výzkumu“ a „dosud nejobsáhlejší biografii“. Braham Dabscheck si všímá „vědeckosti nejvyššího řádu“. John S. Rigden knihu označuje za „dobře napsanou a téměř bez závažných chyb“ a že „četba této úctyhodné knihy je strhujícím zážitkem: podněcuje mysl a vzbuzuje emoce“.
Naproti tomu Thomas A. Julian knihu a její autory silně kritizoval a napsal, že „třebaže mají přesvědčivé důkazy o opaku, stále tvrdí, ... že Japonsko již bylo poraženo a chtělo se vzdát“, a že „ignorují znepokojivé důkazy poskytnuté z bývalých sovětských zdrojů, že Oppenheimer mohl Sovětskému svazu poskytnout informace o projektu americké atomové bomby“.

## Literární ocenění
- 2005: National Book Critics Circle Award[14][15]
- 2006: Pulitzerova cena za biografii nebo autobiografii[3]
- 2008: Duff Cooper Prize[16]

## Filmová adaptace
Britsko-americký režisér Christopher Nolan začal v roce 2019 pracovat na životopisném filmu poté, co mu britský herec Robert Pattinson, který hrál v Nolanově filmu Tenet, daroval knihu Oppenheimerových projevů. Nolan pokračoval v nově nabytém zájmu o Oppenheimera, přečetl si knihu American Prometheus a rozhodl se na základě této knihy napsat scénář, jehož ústředním tématem budou slyšení během bezpečnostní prověrky. Již od roku 2015 vlastnil práva na adaptaci producent J. David Wargo, který souhlasil se spoluprací s Nolanem.
Nolan se osobně sešel pouze s Kaiem Birdem, protože Sherwinovi byla diagnostikována rakovina a nemohl cestovat. Kai Bird si také před natáčením přečetl scénář a řekl k němu: „Nolan velmi obratně popisuje spor mezi fyziky o to, zda byla bomba nutná, či nikoli, a nechává Oppenheimera po Hirošimě prohlásit, že bomba byla použita na prakticky již poraženého nepřítele. Lidé, kteří o Oppenheimerovi nic nevědí, si budou myslet, že jdou na film o otci atomové bomby“. Místo toho „uvidí tuto záhadnou postavu a hluboce tajemný životopisný příběh“.
Film s rozpočtem 100 milionů dolarů byl uveden do kin 21. července 2023 a sklidil úspěch jak u kritiků, tak i diváků. Scénář a režie Christopher Nolan, v hlavní roli Oppenheimera se představil Cillian Murphy. Režisér Nolan prohlásil, že „bez Kaiovy a Martinovy knihy bych se toho asi nikdy neujal“ a představitel hlavní role Cillian Murphy během natáčení řekl Birdovi, že kniha je „tady povinnou četbou“. Podle Nolana si Oppenheimera nepředstavoval jako klasický životopisný film, ale spíše jako thriller, soudní drama. Dále uvedl: Chtěl jsem diváky přenést do mysli a prožitků člověka, který seděl v absolutním středu největšího posunu v dějinách. Ať se nám to líbí, nebo ne, Robert Oppenheimer je nejdůležitější osobou, která kdy žila. Vytvořil svět, ve kterém žijeme, v dobrém i zlém.

## Rozhlasová adaptace
Rozhlasovou adaptaci knihy pro Český rozhlas Plus připravil Viktor Bezdíček. V režii Radima Nejedlého načetl Aleš Slanina. Český rozhlas v rámci rubriky Radiokniha v premiéře vysílal od 23. března 2024.

## Jiné biografie oOppenheimerovi
- MONK, Ray. Robert Oppenheimer: a life inside the center. New York: Anchor Books, 2014. Dostupné online. ISBN 978-0385722049.[22]
- THORPE, Charles. Oppenheimer: The Tragic Intellect. [s.l.]: University of Chicago Press, 2006. Dostupné online. ISBN 978-0-226-79848-6. (anglicky)
- MCMILLAN, Priscilla J. The Ruin of J. Robert Oppenheimer: And the Birth of the Modern Arms Race. [s.l.]: JHU Press, 2005. ISBN 978-1-4214-2567-2.
- BERNSTEIN, Jeremy. Oppenheimer: Portrait of an Enigma. [s.l.]: Duckworth, 2004. ISBN 978-0-7156-3330-4.
- CASSIDY, David C. J. Robert Oppenheimer and the American Century. [s.l.]: Johns Hopkins University Press, 2004. ISBN 978-0-8018-9317-9.
- HERKEN, Gregg. Brotherhood of the bomb: the tangled lives and loyalties of Robert Oppenheimer, Ernest Lawrence, and Edward Teller. New York: H.Holt, 2002. ISBN 978-0-8050-6588-6.
- RHODES, Richard. The Making of the Atomic Bomb. [s.l.]: Simon & Schuster, 1986. ISBN 978-0-671-65719-2. (English)
- GOODCHILD, Peter. J. Robert Oppenheimer: Shatterer of Worlds. [s.l.]: Houghton Mifflin, 1980. ISBN 978-0-395-30530-0. (anglicky)

Česky vyšla kniha JUNGK, Robert. Jasnější než tisíc sluncí: Osudy atomových vědců. Překlad Dušan Pokorný. 1. vyd. Praha: Mladá fronta, 1963. 315 s. (Kolumbus; sv. 17). Existuje též druhé vydání z roku 1965 (Praha: Mladá fronta, 1965. edice Máj, sv. 65).